# Jerusalem Challenger 1993
Il Jerusalem Challenger 1993 è stato un torneo di tennis facente parte della categoria ATP Challenger Series nell'ambito dell'ATP Challenger Series 1993. Il torneo si è giocato a Gerusalemme in Israele dal 3 al 9 maggio 1993 su campi in cemento.

## Vincitori

### Singolare
Gilad Bloom ha battuto in finale  Maurice Ruah con il punteggio di 7–6, 6–4

### Doppio
Gilad Bloom /  Christian Saceanu hanno battuto in finale  Danilo Marcelino /  Fernando Meligeni con il punteggio di 4–6, 6–4, 7–6